# 氯痤瘡
氯痤疮（英語：Chloracne），由氯、氯苯酚和多氯联苯等导致的痤疮。也有因二噁英引发的病例。
氯化烟雾以及不断接触固态氯可造成接触部位皮肤损害。氯化透过衣服也可造成皮肤损伤。皮疹好发部位在脸部、耳轮、耳后、颈、肩、手臂、胸部、腹部甚至陰囊。皮疹初起时呈小粉刺状或囊状，以后发展为硬囊状隆肿，有些还可能化脓。损伤开始时出现小囊，类似粉刺和痤疮的小脓泡。氯痤疮在某些方面与一般痤疮不同，前者皮肤干燥，后者常含较多油脂。氯痤疮的丘疹为非炎症型，而一般痤疮则常伴炎症损伤。形成氯痤疮所需的接触时间主要与工作条件有关，可以从数周至约一年不等。
1897年第一次描述了因二噁英生氯痤疮的病例。1930年代，成为多氯联苯农药制造工人的职业病，1960年代得到确证。
实验动物研究显示，当二噁英量达到23-13900ng/kg时就发生氯痤疮，人体则仅需96-3000ng/kg。
乌克兰亲西方的总统尤先科曾被疑似俄罗斯特工以二噁英下毒，導致臉部長滿氯痤疮並終身留下疤痕，是世上暫時唯一一宗已知的大量二噁英中毒個案。

## 相關
- 米糠油中毒事件

## 外部連結
维基共享资源上的相關多媒體資源：氯痤瘡